# 柳賢慶
柳賢慶（1983年3月10日—），韓國女演員。

## 感情生活
曾與男演員朴成勳交往，2022年其經紀公司宣布兩人已分手。

## 演出作品

### 電視劇
- 1996年：SBS《共湯》
- 2000年：MBC《因為你》
- 2003年：KBS《武人時代》飾演 紫雲仙
- 2004年：MBC《紅豆麵包》飾演 金善熙
- 2005年：MBC《金藥局的女兒們》
- 2006年：KBS《Drama City－霧氣視線距離》
- 2006年：KBS《跑為上策》
- 2009年：SBS《泰勒瓦》飾演 孔陸恭
- 2011年：MBC《深夜醫院》飾演 洪娜景
- 2012年：SBS《蠑螈道士和影子操作團》飾演 鳳敬子
- 2012年：SBS《美味人生》飾演 張靜嫻
- 2013年：MBC《奇皇后》飾演 慶華公主（客串）
- 2013年：KBS《KBS Drama Special － 持續的喜悅》飾演 善珠
- 2015年：SBS《向著明天奔跑》飾演 韓宥貞
- 2015年：Mnet《The Lover》飾演 柳豆理
- 2015年：tvN《Oh 我的鬼神君》飾演 姜賢榮（客串）
- 2016年：KBS《Master－麵條之神》飾演 金善珠（客串）
- 2017年：MBC《20世紀少男少女》飾演 韓雅凜
- 2018年：KBS《就算死也喜歡》飾演 崔敏珠
- 2019年：SBS《偵探醫生》飾演 崔敏
- 2021年：SBS《模範計程車》飾演 白慶美（特別出演）
- 2022年：tvN《O'PENing - 找到頭獎者》飾演 姜美蘭
- 2022年：SBS《Cheer Up》飾演 申智英
- 2022年：tvN《明星經紀人生存記》飾演 芮敏秀導演
- 2022年：SBS《Trolley：命運交叉點》飾演 陳勝熙
- 2022年：Disney+飾演 姜敏貞
- 2023年：SBS《模範計程車2》飾演 白慶美（特別出演）

### 電影
- 2001年：《結婚是瘋狂的》
- 2003年：《過夜》
- 2003年：《我的黑道老婆2》
- 2003年：《朝鮮男人在韓國（朝鲜语：동해물과 백두산이）》飾演 韓娜拉
- 2006年：《霧街》
- 2010年：《情慾對決》飾演 香丹
- 2010年：《大鼻子情聖：戀愛操作團》飾演 趙善兒
- 2010年：《吝嗇羅曼史》
- 2011年：《媽媽（朝鲜语：마마 (2011년 영화)）》飾演 恩星
- 2011年：《再見，男孩（朝鲜语：굿바이 보이）》飾演 陳淑
- 2012年：《兩場婚禮一場葬禮（朝鲜语：두 번의 결혼식과 한 번의 장례식）》飾演 宋驍珍
- 2013年：《男人使用說明書（朝鲜语：남자사용설명서）》飾演 周敏（客串）
- 2013年：《全國歌唱比賽》飾演 吳美愛
- 2013年：《櫻桃呀，戀愛吧（朝鲜语：앵두야 연애하자）》飾演 鄭櫻桃
- 2014年：《萬神（朝鲜语：만신）》飾演 新萬神 金錦花
- 2014年：《舉報者》飾演 金美賢
- 2015年：《我的至親惡黨（朝鲜语：나의 절친 악당들）》飾演 正淑
- 2015年：《三個夏天的夜晚（朝鲜语：쓰리 썸머 나잇）》飾演 池英
- 2015年：《辦公室（朝鲜语：오피스 (영화)）》飾演 洪智善
- 2015年：《假裝熱情/菜鳥的逆襲（朝鲜语：열정같은소리하고있네）》飾演 彩恩
- 2017年：《藝術家: 重生（朝鲜语：아티스트: 다시 태어나다）》飾演 吉賽爾
- 2021年：《孩子別哭（朝鲜语：아이 (영화)）》飾演 英彩
- 2021年：《只有形式的罗曼史》飾演 惠珍（特別出演）
- 2025年：《禁止停车》[4][5]

## 外部連結
- 柳賢慶的Instagram帳戶
- 柳賢慶在NAVER上的资料
- 柳賢慶在韩国电影数据库（KMDb）上的資料（韓語）
- 柳賢慶在互联网电影资料库（IMDb）上的資料（英文）